# United States of Eurasia
Pistes de The Resistance
Undisclosed Desires
(3) Guiding Light
(5)
United States of Eurasia est le titre du quatrième morceau de l’album The Resistance du groupe  Muse, paru en septembre 2009. Il a été enregistré entre fin 2008 et le début 2009 à Milan avec le reste de l’album dans le studio personnel de Matthew Bellamy.
United States of Eurasia a été le premier extrait de l’album bien que n’étant pas officiellement un single, et est révélé pour la première fois dans sa longueur totale le 21 juillet 2009. Elle a été diffusée pour la première à la radio (la BBC), la veille sans l’intro au piano.
Le magazine musical NME publie une interview du groupe le 7 juillet, qui décrit United States of Eurasia comme un des « points culminants » de l’album, en révélant qu’elle introduit l’apogée du style vocal de Queen avec Bohemian Rhapsody et du Chopin, « un long trip cinémato-classico-rock ».
Le morceau finit sur le son d’un avion à réaction.
Il s’agit du premier morceau diffusé de l'album de Muse qui est sorti en guise de récompense à une chasse au trésor géante, menée par les fans du monde entier, via internet. Elle a été lancée le 13 juillet 2009 à 10 h GMT à la suite de la mise en marche du nouveau site officiel, sur le site « ununitedstateseurasia ». Ce jeu intitulé « Project Eurasia/Gran Ajedrez » a duré plusieurs jours.

## Description du morceau

### Le titre
Le titre complet de cette chanson est United States of Eurasia (+ Collateral damage)
La première partie du titre est dévoilée en mai 2009 après avoir été déchiffrée par les fans à l'une des partitions du morceau à partir d'une photo.
Le titre complet (+Collateral Damage) est dévoilé le 3 juillet.

### Sonorité
À l’instar de Bohemian Rhapsody de Queen, ce morceau aborde une succession de différents styles. Il commence au piano et aux cordes avec un rythme calme et lent, puis arrive la batterie, les chœurs et la voix plus grave de Matthew Bellamy. À l’arrivée des chœurs, la ressemblance avec les voix et le style de Queen est plus que frappante à la première écoute.
À noter également le surprenant bridge orientalisant, qui semble tout droit sorti de la bande originale de Lawrence d'Arabie (composée par feu Maurice Jarre) mais on peut aussi reconnaitre les sonorités de Deep Purple notamment avec l'air de Rapture of the Deep et un chant plus rapide et entrainant, soutenu par une ligne de basse et de piano entêtante. Le morceau continue et est brusquement coupé par des chœurs chantant à l’unisson « Eura… Sia-sia-sia-sia… » puis se finit par un outro au piano de 2 minutes accompagné de cordes durant lequel on peut entendre des enfants jouer et rire ; il s’agit d’une partie de Nocturnes Op. 9 No. 2 de Chopin. Le morceau se termine par un décollage d’avion de chasse (un bruitage qui se continue (quelques secondes) dès le début de Guiding Light, la piste suivante de l'album. Cet « avion » est une sorte de transition entre les deux chansons).
Dans le livre 1984, auquel cette chanson fait référence, des fusées sont continuellement lancées par l'Eurasia sur l'Angleterre, partie de l'Océania. on peut supposer que cet avion à la fin de la chanson est une de ces nombreuses "bombes-fusées" eurasiatiques qui venaient pilonner l'Océania.

### L’origine
Ce morceau est inspiré de deux références littéraires que Matthew Bellamy cite : 1984 de George Orwell et Le Grand Échiquier (The Grand chessboard) de Zbigniew Brzezinski.
Ces deux ouvrages traitent de conflits politiques, guerres, dictature américaine… impliquant l’Eurasie (Eurasia).